# بروتين غ
البروتين غ (بالإنجليزية: Protein G)‏ هو بروتين يرتبط بالغلوبولين المناعي خاص المجموعتين ج وغ من البكتيريا العقدية مثل البروتين أ لكن مع خصائص ارتباط مختلفة. وزنه الجزيئي حوالي 60 كيلو دالتون ( 65 كد للسلالة 148غ و58 كد للسلالة ج40) وهو بروتين يتواجد على سطح الخلية وقد وُجِد له تطبيق في تنقية الأجسام المضادة عبر ارتباطه بمنطقتي فاݕ [الإنجليزية] وFc [الإنجليزية]. يستطيع الجزيء الطبيعي (غير المؤشب) الارتباط بالألبيومين كذلك. ولأن ألبيومين المصل ملوثٌ رئيسيٌ لمصادر الأجسام المضادة، تمت إزالة موقع ارتباط الألبيومين من الهيئات المؤشبة للبروتين غ. استُخدم البروتين غ المؤشب - الموسوم بجسم مفلور [الإنجليزية] أو سلسلة دنا مفردة واحدة- كبديل للأجسام المضادة الثانوية [الإنجليزية] في الفلورة المناعية والتصوير فائق الدقة [الإنجليزية].